# Ctenoplusia latistigma
Ctenoplusia latistigma là một loài bướm đêm trong họ Noctuidae.